# Relais 4 × 100 mètres masculin aux Jeux olympiques d'été de 1964 (athlétisme)
Navigation
Rome 1960 Mexico 1968
L'épreuve du relais 4 × 100 mètres masculin aux Jeux olympiques de 1964 s'est déroulée les 16 et 18 octobre 1964 au Stade olympique national de Tokyo, au Japon.  Elle est remportée par l'équipe des États-Unis composée de Paul Drayton, Gerald Ashworth, Richard Stebbins et Bob Hayes.

## Résultats

### Finale
| Rang               | Couloir | Pays             | Athlètes                                                                | Temps  | Notes |
| ------------------ | ------- | ---------------- | ----------------------------------------------------------------------- | ------ | ----- |
| Médaille d'or      | 7       | États-Unis       | Paul Drayton, Gerald Ashworth, Richard Stebbins, Bob Hayes              | 39 s 0 | WR    |
| Médaille d'argent  | 6       | Pologne          | Andrzej Zieliński, Wiesław Maniak, Marian Foik, Marian Dudziak          | 39 s 3 |       |
| Médaille de bronze | 2       | France           | Paul Genevay, Bernard Laidebeur, Claude Piquemal, Jocelyn Delecour      | 39 s 3 |       |
| 4                  | 4       | Jamaïque         | Pablo McNeil, Patrick Robinson, Lynn Headley, Dennis Johnson            | 39 s 4 |       |
| 5                  | 8       | Union soviétique | Edvin Ozolin, Boris Zubov, Gusman Kosanov, Borys Savchuk                | 39 s 4 |       |
| 6                  | 5       | Venezuela        | Arquímedes Herrera, Lloyd Murad, Rafael Romero, Hortensio Herrera Fucil | 39 s 5 |       |
| 7                  | 3       | Italie           | Livio Berruti, Ennio Preatoni, Sergio Ottolina, Pasquale Giannattasio   | 39 s 5 |       |
| 8                  | 1       | Grande-Bretagne  | Peter Radford, Ronald Jones, Menzies Campbell, Lynn Davies              | 39 s 6 |       |